# Vanskabte land
Vanskabte Land (Engels: Godland) is een Deens-IJslandse film uit 2022, geschreven en geregisseerd door Hlynur Pálmason.

## Verhaal
Aan het einde van de 19e eeuw wordt een jonge Deense priester naar een afgelegen deel van IJsland (toen een deel van Denenmarken) gestuurd. Hoe dieper hij doordringt in het IJslandse landschap, des te meer verliest hij het besef van zijn eigen realiteit, zijn missie en zijn plichtsgevoel.

## Rolverdeling
| Acteur                   | Personage |
| ------------------------ | --------- |
| Elliott Crosset Hove     | Lucas     |
| Ingvar Eggert Sigurðsson | Ragnar    |
| Jacob Lohmann            | Carl      |
| Vic Carmen Sonne         | Anna      |
| Ída Mekkín Hlynsdóttir   | Ida       |

## Release en ontvangst
Vanskabte Land ging op 24 mei 2022 in première op het Filmfestival van Cannes 2022 in de Un certain regard-sectie. De film kreeg overwegend positieve kritieken van de filmcritici, met een score van 91% op Rotten Tomatoes, gebaseerd op 68 beoordelingen. De film werd geselecteerd als IJslandse inzending voor de beste niet-Engelstalige film voor de 96ste Oscaruitreiking en kwam in december 2023 op de shortlist.